# Scialpi
Scialpi, pseudonimo di Giovanni Scialpi (Parma, 14 maggio 1962), è un cantante, attore e personaggio televisivo italiano. Dal 2012 usa anche lo pseudonimo Shalpy.
Ha avuto un periodo di grande celebrità soprattutto durante gli anni ottanta, in particolare fra un pubblico giovane, con i brani Rocking Rolling, Cigarettes and Coffee e No East No West; ha vinto in coppia con Scarlett (autrice del brano originale Let a day) il Festivalbar 1988 con Pregherei. Negli anni novanta ha avuto una grande crisi artistica seguita da un breve periodo di lontananza dalle scene.

## Biografia

### Famiglia e origini
Nato da un agente di polizia originario di Taranto, Francesco, e da una segretaria di un istituto farmacologico, è figlio unico.

### Anni ottanta: gli anni della grande popolarità
Scoperto da Franco Migliacci, che nota in lui un potenziale e decide di produrlo, Scialpi esordisce a fine estate 1983 con il singolo Rocking Rolling e relativo video, fra i più curati dell'epoca, dalle atmosfere post-atomiche. Il brano ottiene un ottimo successo, vincendo nella sezione "Discoverde" del Festivalbar 1983 e facendo diventare Scialpi un idolo dei giovanissimi, grazie anche a un look particolarmente efficace, studiato con Guido Harari e Mario Convertino.
Subito dopo esce il suo primo album Es-tensioni, sempre curato da Migliacci, che contiene tre brani scritti da Mango. Il disco, ricco di sonorità elettroniche e suggestioni industrial, contiene brani come L'Io e l'Es, la romantica Mi manchi tu e una reinterpretazione di Nero e blu di Mango, dall'album È pericoloso sporgersi. Ottiene il riconoscimento come rivelazione dell'anno attraverso l'ambito Telegatto di TV Sorrisi e Canzoni.
Nel 1984 esce il singolo Cigarettes and Coffee, un lento d'atmosfera da lui scritto all'età di 14 anni, che consolida il suo successo e con cui arriva secondo al Festivalbar 1984; il brano sarà in seguito oggetto di una cover da parte di Mina nell'album Sorelle Lumière. In contemporanea al singolo esce anche il mini-album Animale, che contiene Ti piacerà e Notturno, quest'ultima inserita nella colonna sonora del film Vacanze d'estate.
Nel 1986 Scialpi partecipa al Festival di Sanremo con un pezzo dalle sonorità techno-pop intitolato No East No West, che nella classifica della kermesse si fermerà al 16º posto ma otterrà un ottimo successo di vendite, anticipando l'uscita del terzo album Scialpi. Durante l'estate del 1986, che lo vede nuovamente fra i protagonisti del Festivalbar, il cantante promuove Cry (la voce dentro), lato B del singolo presentato al Festival.
L'anno successivo torna al Festival di Sanremo 1987 con il brano Bella età, che non ottiene il successo sperato. Nel 1988 esce il singolo Pregherei, cantato in duetto con Scarlett Von Wollenmann, che diventa il successo dell'estate e gli fa vincere, in coppia con la cantante inglese, il Festivalbar 1988. L'album da cui è tratta, Un morso e via!, porta Scialpi nella Top Ten dei 33 giri più venduti in Italia grazie anche a brani quali Cani Sciolti, Da Bambino e Solitario (anche questa in rotazione al Festivalbar).

### Anni novanta
Nel 1990, insieme alla collega Sabrina Salerno, è nel cast della trasmissione Ricomincio da due, condotta da Raffaella Carrà.
Nel 1991 appare come guest-star nell'episodio Caprese in der Stadt (Emilio Caprese è in città) del telefilm L'ispettore Derrick.
Lo stesso anno esce l'album Trasparente, anticipato dal singolo Il grande fiume, che ancora una volta lo vede fra i protagonisti dell'estate e del Festivalbar. Nel 1991 opta per una svolta sensuale, presentandosi al pubblico con abiti succinti e atteggiamenti ammiccanti e tornando a scalare le classifiche italiane con il singolo dalle sonorità house A... amare, tratto dall'album-raccolta Neroe.
Nel 1992 ritorna a Sanremo, ma la scelta del pezzo, intitolato È una nanna, è poco felice e perciò viene eliminato durante la prima serata. Anche l'album 360 gradi, che uscirà a ridosso del Festival, non otterrà che tiepidi consensi; per Scialpi inizia un lungo difficile periodo di declino artistico dal quale non riuscirà più a riprendersi nel resto degli anni a venire.
Nel 1994 cambia etichetta passando dalla RCA alla RTI Music, con cui pubblica l'album XXX, anticipato dal singolo Baciami, con il quale il cantante intende perseguire la sensualità già esplicitata con A...Amare. Il brano riscuote un discreto successo, ma il suo personaggio è in evidente ribasso, tanto che l'album successivo, intitolato Spazio 1995 e lanciato dal singolo Che per amore fai, risulta un vero e proprio flop.
L'anno successivo esordisce a teatro, insieme a Chiara Noschese e Giampiero Ingrassia, nel musical Pianeta Proibito, diretto da Patrick Rossi Castaldi, interpretando il personaggio di Prospero, ottenendo lusinghieri consensi. Gratificato da questa nuova esperienza, nel 1997 la ripete e interpreta, sempre diretto da Castaldi, la pièce teatrale Pellegrini al Teatro Colosseo di Roma.
Nel 1998 partecipa, insieme ad altri artisti, all'album tributo a Gianni Morandi intitolato InnaMorandi con la cover di Bella Signora.

### Anni duemila
Nel 2001, dopo un silenzio di oltre sei anni, pubblica il singolo Sì io sì e la raccolta Si io si! Greatest Hits, con nuove versioni dei suoi successi e tre inediti. Nello stesso anno partecipa alla trasmissione La notte vola, gara musicale tra i brani più famosi degli anni ottanta, nella quale presenta il suo successo del 1983 Rocking Rolling, con cui arriva in finale.
Nel 2003, dopo parecchio tempo dall'ultimo lavoro di inediti, esce l'album Spingi, Invoca, Ali anticipato dal singolo Pregherò imparerò salverò. Nel 2004 partecipa alla prima edizione del reality show Music Farm condotto da Amadeus su Rai 2: in seguito a contrasti con gli altri concorrenti, si autoelimina dopo aver vinto la sfida con Gianni Fiorellino e viene sostituito da Ivan Cattaneo, ma appare comunque nel CD che esce a ridosso della trasmissione Music Farm cantando L'isola che non c'è e Si può dare di più.
Nel 2005 esce il singolo Non ti amo più accompagnato da un videoclip ispirato alla storica canzone francese Je t'aime... moi non plus di Jane Birkin e Serge Gainsbourg e, nel 2006, pubblica la raccolta Autoscatto, anticipata dal singolo Goodbye, con nuove versioni dei suoi successi e tre inediti.
Nel 2008 è protagonista del musical dedicato alla vita di Rodolfo Valentino.

### Anni duemiladieci
Nel 2011 Scialpi annuncia un progetto multimediale dal titolo Liberi e romantici, composto da dodici brani che, con cadenza mensile, sarebbero stati messi a disposizione per il download in rete. Vengono realizzati e pubblicati effettivamente però solo due brani, I Believe I Can Fly di R. Kelly e Here I am di Leona Lewis, e in seguito il progetto verrà definitivamente abbandonato.
Nel 2012 decide di rinnovare la sua immagine e cambia il proprio pseudonimo in "Shalpy", quindi pubblica il singolo Ilventocaldodell'estate, che la collega Alice portò al successo nel 1980, con nuove sonorità synth pop. Qualche mese dopo lancia invece il brano pop-dance Icon-Man, che ottiene un buon numero di visualizzazioni in rete. Sempre durante questo periodo, Giovanni scrive il brano C'est la vie per la collega Viola Valentino la quale ne farà uno dei punti di forza del suo album Panna fragole e cipolle. Nel 2013 esce il singolo Music is Mine, nel cui videoclip musicale Shalpy appare con la modella Veronica Ciardi.
Il 25 marzo 2014 è la volta di Come to Me, singolo con il quale Shalpy intende ritornare al pop romantico attraverso una promozione a tappeto fra Spagna e Italia. Nel giugno 2014 esce per il mercato di lingua spagnola il brano Besame e, il 9 dicembre 2014, è la volta di If You Really Want To
Nell'agosto 2015 Giovanni sposa, dopo sei anni di convivenza, il compagno Roberto Blasi. Il matrimonio fra i due ha luogo a New York; a settembre la coppia prende parte alla quarta edizione del programma-reality di Rai 2 Pechino Express, formando la coppia dei Compagni.
Il 19 gennaio 2016 esce il video del nuovo singolo Pettirosso, attraverso il quale Shalpy torna a cantare in italiano. Il singolo, che la Commissione selezionatrice di Sanremo non ammette fra le canzoni del Festival di quell'anno, è scritto e prodotto dallo stesso Shalpy e contiene due versioni: la prima cantata in duetto con il compagno e l'altra con la sua sola voce. Il testo del brano è coerente con l'impegno assunto dai due di perorare la causa dei matrimoni omosessuali. Nell'ottobre dello stesso anno il matrimonio fra i due giunge peraltro al capolinea.
Shalpy torna alla musica presentando il singolo Piazza Rondanini, nel cui videoclip è coinvolto in una storia d'amore da film anni '70 con l'attrice Jane Alexander. Segue quindi il brano Il dolore del cuore. Nel febbraio 2018 viene data alle stampe una versione remix del brano, dal ritmo più sostenuto e ballabile, in vista del tour che porterà Shalpy a esibirsi in diverse discoteche e piazze d'Italia accompagnato da una band composta da quattro musicisti e due coriste.
Il 26 gennaio 2019 Shalpy prende parte alla seconda puntata della seconda edizione del programma televisivo Ora o mai più, condotto da Amadeus su Rai 1, duettando con la concorrente Donatella Milani sulle note di Rocking Rolling e polemizzando con i "giudici" Ornella Vanoni e Red Canzian per le critiche ad Amedeo Minghi, altro ospite speciale della puntata.

### Anni duemilaventi
Il 16 giugno 2020 annuncia il suo ritiro dalle scene, scagliandosi contro il sistema discografico italiano, salvo smentire solo pochi mesi dopo l'annuncio.
Il 6 novembre 2020 esce, in radio e su tutte le piattaforme digitali, il nuovo singolo Let it snow cantato in inglese e pensato per un pubblico internazionale, accompagnato anche da un videoclip ma con scarso ritorno mediatico, passando totalmente inosservato al grande pubblico.
Il 15 gennaio 2021 ammette pubblicamente di vivere in condizioni di estrema indigenza. Il 12 maggio 2021 esce il nuovo singolo cantato in inglese Love is in the Air, cover del brano omonimo portato al successo da John Paul Young nel 1977, accompagnato da un videoclip.
Nel 2023 partecipa come concorrente a Tale e quale show, ma è costretto al ritiro dopo qualche puntata a causa di un infortunio. Nel febbraio del 2024 partecipa poi a Tale e quale Sanremo.
Il 20 dicembre 2024 esce il nuovo singolo L'amore non sei tu, brano scartato alle selezioni per il Festival di Sanremo 2025, accompagnato da un videoclip.

## Discografia

### Album
- 1983 – Es-tensioni (RCA)
- 1984 – Animale (RCA)
- 1986 – Scialpi (RCA)
- 1987 – Yo soy el amor (RCA/Ariola Records)
- 1988 – Un morso e via (RCA)
- 1990 – Trasparente (RCA)
- 1991 – Neroe (Ariola)
- 1992 – 360 gradi (RCA)
- 1994 – XXX (RTI Music)
- 1995 – Spazio 1995 (RTI Music)
- 2003 – Spingi, Invoca, Ali (Universo)

### Raccolte
- 1994 – I miei successi (BMG)
- 2000 – I grandi successi originali (RCA) (2 CD)
- 2001 – Si io si! Greatest Hits (Self Distribuzione) (contiene tre inediti)
- 2006 – Autoscatto (Deltadischi) (contiene tre inediti)
- 2009 – Collections  (Sony Music/RCA)
- 2012 – Un'ora con... Scialpi (RCA)
- 2015 – È la musica... (RCA) (2 CD) (bootleg) (contiene demo inediti)
- 2015 – En espagnol (RCA) (bootleg)

### Singoli
- 1983 – Rocking Rolling / Hallo, Hallo (RCA)
- 1983 – Mi manchi tu / L'Io E L'Es (RCA)
- 1984 – Cigarettes and Coffee / Pioggia (RCA)
- 1986 – No East No West / Cry (La voce dentro) (RCA)
- 1986 – Cry (La voce dentro) / Paranoia (Live) (RCA)
- 1987 – Bella età / Paranoia (RCA)
- 1988 – Pregherei / Uno di noi (RCA)
- 1988 – Cani sciolti / Solitario (RCA)
- 1990 – Il grande fiume (RCA)
- 1990 – Les affaires sont les affaires / Mio tesoro (RCA)
- 1991 – A... Amare / A...Amare (Soft Version) (RCA)
- 1992 – È una nanna / È una nanna (reprise) (RCA)
- 1992 – Boom boom / Sesso o esse (RCA)
- 1994 – Baciami (RTI Music)
- 1995 – Che per amore fai... (RTI Music)
- 2001 – Sì io sì (Self Distribuzione)
- 2001 – La creazione (Self Distribuzione)
- 2002 – Sono quel ragazzo (Universo)
- 2003 – Pregherò Imparerò Salverò (Universo)
- 2005 – Non ti amo più (Deltadischi)
- 2006 – Goodbye (Deltadischi)
- 2011 – I Believe I Can Fly (singolo digitale)
- 2011 – Here I Am (singolo digitale)
- 2012 – Ilventocaldodellestate (singolo digitale)
- 2012 – Ilventocaldodellestate (Club Version) (singolo digitale)
- 2012 – Icon-man (singolo digitale)
- 2012 – Icon-man (Italy Version) (singolo digitale)
- 2013 – Music Is Mine (singolo digitale)
- 2014 – Come to Me (singolo digitale)
- 2014 – Besame (singolo digitale)
- 2014 – If You Really Want To (singolo digitale)
- 2016 – Pettirosso (singolo digitale)
- 2016 – Pettirosso Feat. Roby (singolo digitale)
- 2017 – Piazza Rondanini (singolo digitale)
- 2017 – Il dolore del cuore (singolo digitale)
- 2018 – Il dolore del cuore Remix (singolo digitale)
- 2018 – Rezaria (Pregherei 2018) (singolo digitale)
- 2020 – Let it snow (singolo digitale)
- 2021 – Love is in the air (singolo digitale)
- 2022 – Eppure sei mio fratello (singolo digitale)
- 2024 – L'amore non sei tu (singolo digitale)

### Progetto multimediale
- 2011 – Liberi e romantici (Swillow) (realizzati due singoli in formato digitale)

### Partecipazioni
- 1998 – InnaMorandi (EMI) (Scialpi canta Bella signora)
- 2004 – Music Farm (NAR International) (Scialpi canta Si può dare di più e L'isola che non c'è)
- 2014 – Entre Gatos y Medianoche (Lolo Records) (Scialpi canta Rogaré)

## Partecipazioni a festival musicali

### Partecipazioni al Festival di Sanremo
- Festival di Sanremo 1986: con No East, No West (Giovanni Scialpi, Thoty e Franco Migliacci) — 16º posto
- Festival di Sanremo 1987: con Bella età (Giovanni Scialpi, Roberto Zaneli e Franco Migliacci) — 16º posto
- Festival di Sanremo 1992: con È una nanna (Giovanni Scialpi) — NF

### Partecipazioni al Festivalbar
- 1983: con Rocking Rolling (Franco Migliacci, Aldo Tamborrelli, Goldsand) - 1º posto Festivalbar DiscoVerde
- 1984: con Cigarettes and Coffee (Giovanni Scialpi, Franco Migliacci) - 2º posto
- 1986: con Cry (La voce dentro) (Giovanni Scialpi, Franco Migliacci, Roberto Zanelli, Ferrarin)
- 1988: con Pregherei (duetto con Scarlett Von Wollenmann) (Giovanni Scialpi, Franco Migliacci, Scarlett, Broad) - 1º posto assoluto

### Partecipazioni ad Azzurro
- Azzurro 1990: Il grande fiume (Franco Migliacci, Thoty, Borzi) - 1º posto con la Squadra Rosa

(La Squadra Rosa era composta da Scialpi, Luca Carboni, Mia Martini, Mietta, Paola Turci e Jive Bunny)

## Televisione
- Ricomincio da due (Rai 2, 1990-1991)
- La notte vola (Canale 5, 2001) Concorrente
- Music Farm (Rai 2, 2004) Concorrente
- Pechino Express - Il nuovo mondo (Rai 2, 2015) Concorrente
- Tale e quale show (Rai 1, 2023) Concorrente
- Tale e quale Sanremo (Rai 1, 2024) Concorrente

## Filmografia

### Serie TV
- L'ispettore Derrick, episodio Emilio Caprese è in città, regia di Alfred Weidenmann (1991)

## Teatro
- Il pianeta proibito, regia di Patrick Rossi Gastaldi (1996)
- Pellegrini, regia Patrick Rossi Gastaldi (1997)
- Rodolfo Valentino - Il musical, regia di Enrico Maria Lamanna (2008)